# 通信兵大将
通信兵大将 (ドイツ語: General der Nachrichtentruppe) は、ドイツ国防軍の陸軍通信科の兵科大将。1940年に設けられた。現在のNATO階級符号ではOF-8に相当する。
この階級は、古くからあった騎兵大将、砲兵大将、歩兵大将と同格で、ドイツ国防軍では他に山岳兵大将、工兵大将、航空兵大将、降下猟兵大将、装甲兵大将などが置かれていた。
通信兵大将は2人しかおらず、エーリッヒ・フェルギーベルは1940年8月1日からこの地位にあったが、7月20日事件に連座して1944年9月に処刑された。アルベルト・プラウンは1944年10月1日から1945年5月に連合軍の捕虜となるまでこの地位にあった。